# 賴來
賴來（？—1914年），台灣日治時期苗栗三堡圳寮庄（今臺中市大甲區之南）人，追隨羅福星發動苗栗事件的主謀者，台灣抗日人物。

## 生平
賴來以看地理風水為業。其妻為賴劉滿妹，育有三子名為：賴恆元、賴文平及賴天枝。
1912年與好友謝石金密渡上海，目睹辛亥革命的成功受到鼓舞，並追隨羅福星發動東勢角事件，但遭到台灣總督府的鎮壓而失敗。
1913年賴來被捕，起義事件失敗，被捕人數共有535人。
1914年賴來遭到總督府處決。